# Wasigny
Wasigny (prononcé [waziɲi]) est une commune rurale française, située dans l'arrondissement de Rethel dans le département des Ardennes en région Grand Est.

## Géographie

### Localisation
Wasigny est un village agricole français de la vallée de la Vaux, traversé par la rivière la Vaux et le ruisseau de Mesmont. il a subi des inondations et coulées de boue en 1993, 1994, 1995, 1999, 2003 et 2009.
Le climat est océanique avec des étés tempérés.
La forêt de Signy est distante d'environ 6 km et le parc naturel régional des Ardennes de 13 km.
Le territoire de la commune est limitrophe de ceux de six communes :
|        | La Neuville-lès-Wasigny | Grandchamp    |
| Draize | Wasigny                 | Mesmont, Sery |
|        | Justine-Herbigny        |               |

### Hydrographie
La commune est dans la région hydrographique « la Seine du confluent de l'Oise (inclus) à l'embouchure » au sein du bassin Seine-Normandie. Elle est drainée par la Vaux, la Draize, le Fossé de la Briquetterie et le cours d'eau 01 de la commune de Wasigny,.
La Vaux, d'une longueur de 38 km, prend sa source dans la commune de Signy-l'Abbaye, à 236 m d'altitude, et se jette  dans l'Aisne à Taizy, à 68 m d'altitude, après avoir traversé 13 communes. 
La Draize, d'une longueur de 18 km, prend sa source dans la commune de Signy-l'Abbaye, à 198 m d'altitude, et se jette  dans la Vaux à Justine-Herbigny, à 84 m d'altitude, après avoir traversé cinq communes. 

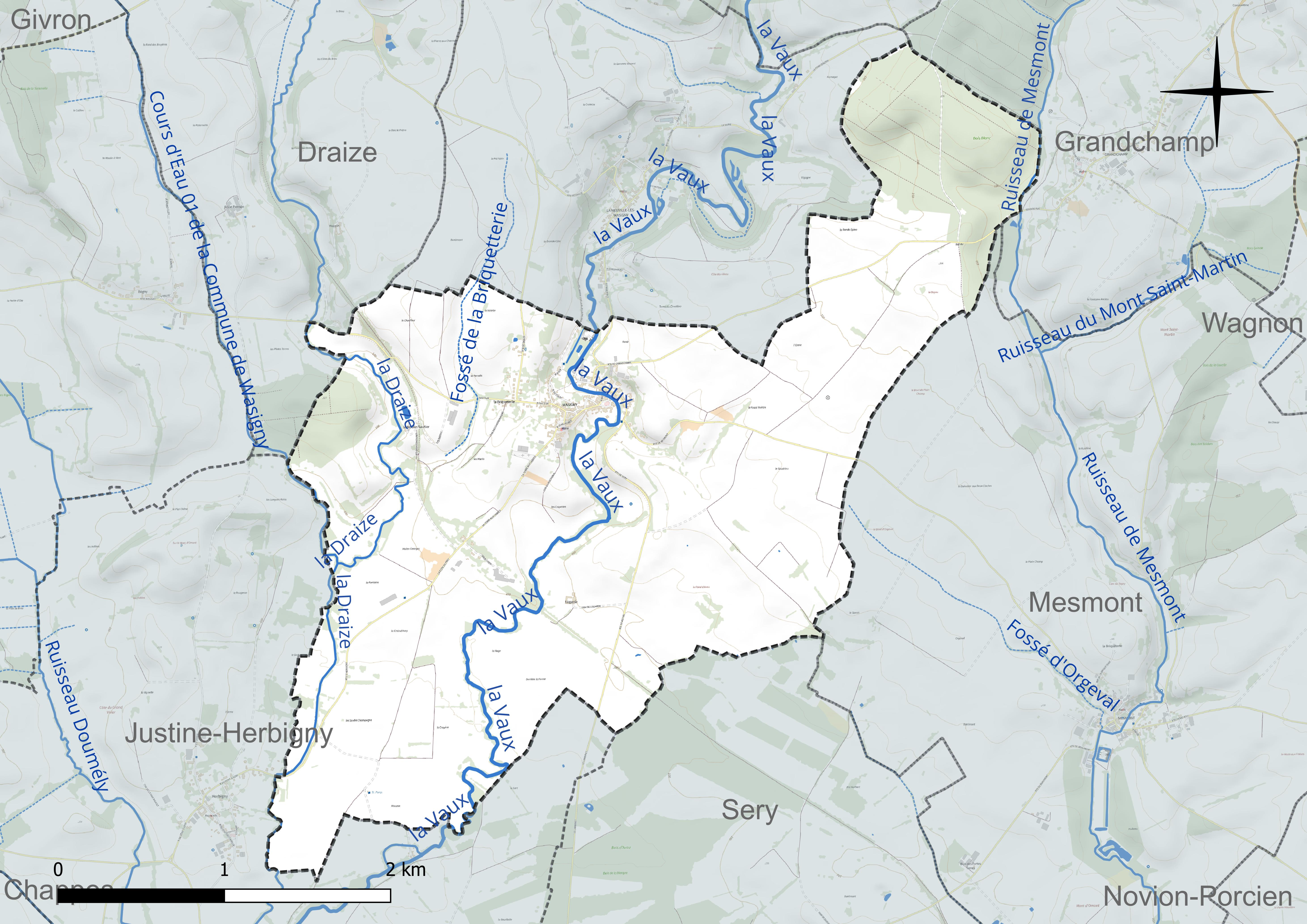
Réseau hydrographique de Wasigny.

### Climat
Pour des articles plus généraux, voir Climat du Grand Est et Climat des Ardennes.
En 2010, le climat de la commune est de type climat des marges montargnardes, selon une étude du Centre national de la recherche scientifique s'appuyant sur une série de données couvrant la période 1971-2000. En 2020, Météo-France publie une typologie des climats de la France métropolitaine dans laquelle la commune est exposée à un climat océanique altéré et est dans la région climatique  Nord-est du bassin Parisien, caractérisée par un ensoleillement médiocre, une pluviométrie moyenne régulièrement répartie au cours de l’année et un hiver froid (3 °C). 
Pour la période 1971-2000, la température annuelle moyenne est de 10,1 °C, avec une amplitude thermique annuelle de 15,7 °C. Le cumul annuel moyen de précipitations est de 809 mm, avec 12,7 jours de précipitations en janvier et 9,3 jours en juillet. Pour la période 1991-2020, la température moyenne annuelle observée sur la station météorologique de Météo-France la plus proche, « Signy-l'abbaye », sur la commune de Signy-l'Abbaye à 9 km à vol d'oiseau, est de 10,2 °C et le cumul annuel moyen de précipitations est de 1 060,5 mm. 
La température maximale relevée sur cette station est de 40 °C, atteinte le 25 juillet 2019 ; la température minimale est de −20,5 °C, atteinte le 17 janvier 1985,,. 
Les paramètres climatiques de la commune ont été estimés pour le milieu du siècle (2041-2070) selon différents scénarios d'émission de gaz à effet de serre à partir des nouvelles projections climatiques de référence DRIAS-2020. Ils sont consultables sur un site dédié publié par Météo-France en novembre 2022.

## Urbanisme

### Typologie
Au 1er janvier 2024, Wasigny est catégorisée commune rurale à habitat dispersé, selon la nouvelle grille communale de densité à 7 niveaux définie par l'Insee en 2022.
Elle est située hors unité urbaine et hors attraction des villes,.

### Occupation des sols
L'occupation des sols de la commune, telle qu'elle ressort de la base de données européenne d’occupation biophysique des sols Corine Land Cover (CLC), est marquée par l'importance des territoires agricoles (86,4 % en 2018), une proportion sensiblement équivalente à celle de 1990 (85,9 %). La répartition détaillée en 2018 est la suivante : 
terres arables (46,3 %), prairies (40 %), forêts (10,7 %), zones urbanisées (2,9 %), zones agricoles hétérogènes (0,2 %). L'évolution de l’occupation des sols de la commune et de ses infrastructures peut être observée sur les différentes représentations cartographiques du territoire : la carte de Cassini (XVIIIe siècle), la carte d'état-major (1820-1866) et les cartes ou photos aériennes de l'IGN pour la période actuelle (1950 à aujourd'hui).

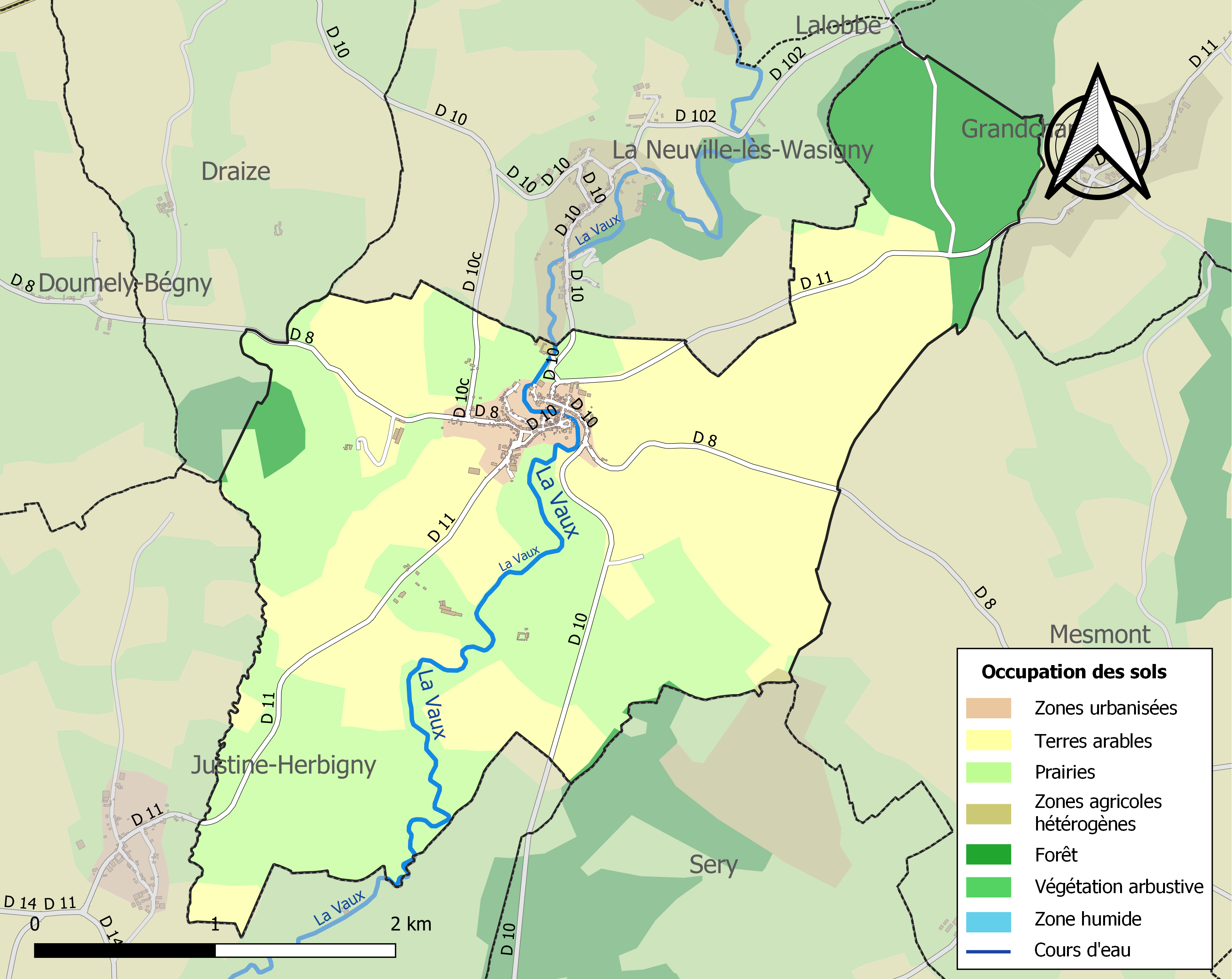
Carte des infrastructures et de l'occupation des sols de la commune en 2018 (CLC).

## Toponymie
Le nom de la localité est attesté sous les formes Wasigneis en 1224, Wasignis en 1300, parr . de Wasigniaco vers 1312, Wassigny en 1793.

## Histoire

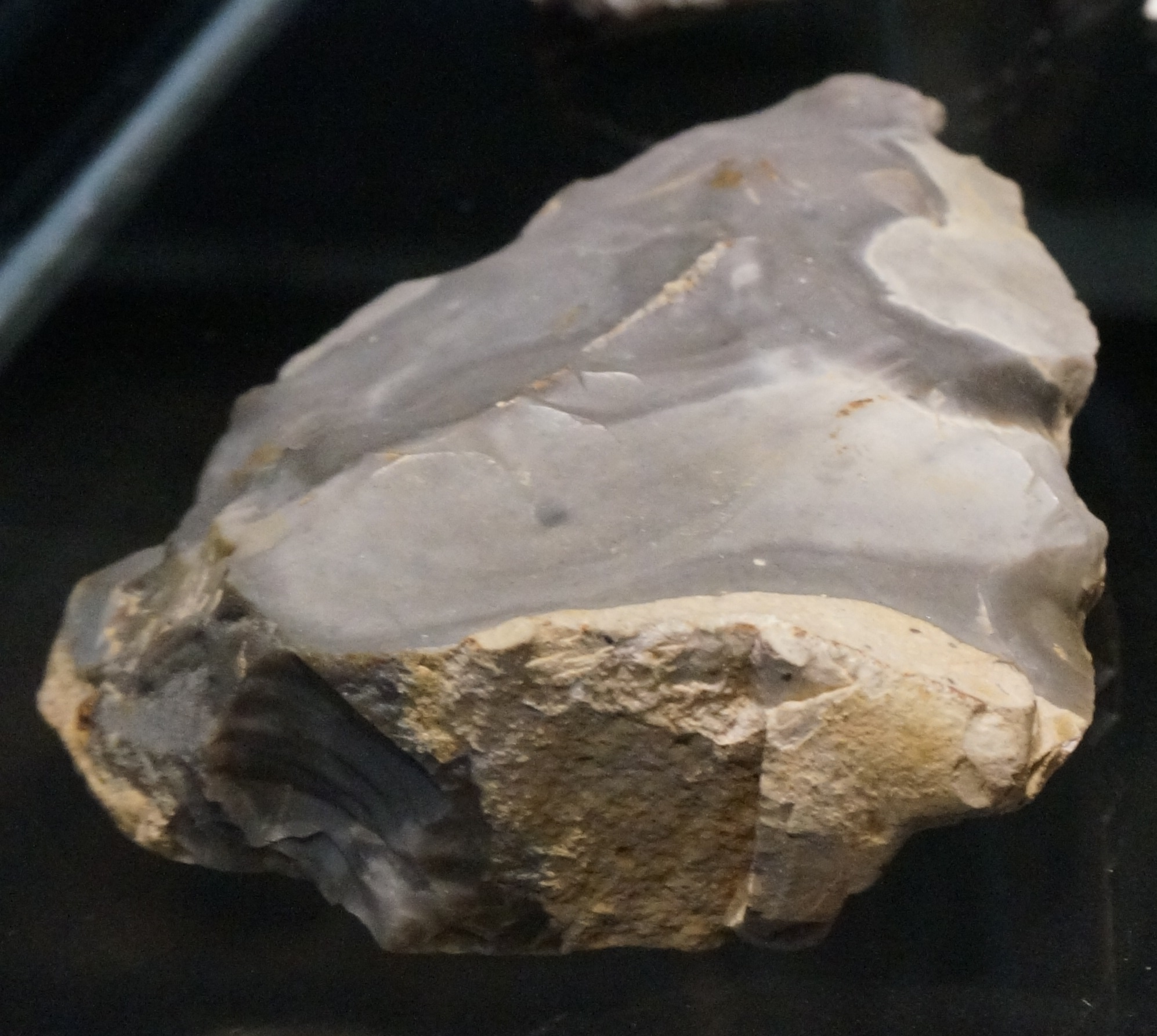
Un biface trouvé sur la commune.

Des traces d'habitation du paléolithique moyen ont été trouvées sur place et sont actuellement exposées au musée de l'Ardenne. La création de ce village remonte au VIIIe siècle. À partir du XIIe siècle, tout homme servile qui venait s'y installer était affranchi.

## Politique et administration
| Période                                  | Période                      | Identité                                               | Étiquette | Qualité |
| ---------------------------------------- | ---------------------------- | ------------------------------------------------------ | --------- | ------- |
| mars 2001                                | mars 2014                    | Hubert Samyn                                           |           |         |
| mars 2014                                | En cours (au 4 juillet 2020) | Josiane Mauroy Pierrat Réélue pour le mandat 2020-2026 |           |         |
| Les données manquantes sont à compléter. |                              |                                                        |           |         |

## Population et société

### Démographie
L'évolution du nombre d'habitants est connue à travers les recensements de la population effectués dans la commune depuis 1793. Pour les communes de moins de 10 000 habitants, une enquête de recensement portant sur toute la population est réalisée tous les cinq ans, les populations de référence des années intermédiaires étant quant à elles estimées par interpolation ou extrapolation. Pour la commune, le premier recensement exhaustif entrant dans le cadre du nouveau dispositif a été réalisé en 2007.

En 2022, la commune comptait 280 habitants, en évolution de −17,65 % par rapport à 2016 (Ardennes : −2,97 %, France hors Mayotte : +2,11 %).
| 1793 | 1800 | 1806 | 1821 | 1831 | 1836 | 1841  | 1846  | 1851  |
| ---- | ---- | ---- | ---- | ---- | ---- | ----- | ----- | ----- |
| 818  | 870  | 859  | 941  | 952  | 999  | 1 084 | 1 140 | 1 141 |

| 1866  | 1872  | 1876 | 1881 | 1886 | 1891 | 1896 | 1901 | 1906 |
| ----- | ----- | ---- | ---- | ---- | ---- | ---- | ---- | ---- |
| 1 067 | 1 001 | 943  | 912  | 893  | 888  | 789  | 781  | 738  |

| 1911 | 1921 | 1926 | 1931 | 1936 | 1946 | 1954 | 1962 | 1968 |
| ---- | ---- | ---- | ---- | ---- | ---- | ---- | ---- | ---- |
| 710  | 679  | 653  | 672  | 666  | 579  | 548  | 535  | 494  |

| 1975 | 1982 | 1990 | 1999 | 2006 | 2007 | 2012 | 2017 | 2022 |
| ---- | ---- | ---- | ---- | ---- | ---- | ---- | ---- | ---- |
| 406  | 345  | 331  | 319  | 345  | 349  | 374  | 331  | 280  |

## Économie
Les activités locales sont la culture et la production animale.

## Culture locale et patrimoine

### Lieux et monuments

#### Monuments historiques
- La halle du XVe siècle, sur piliers, surplombe la place du village. Elle appartient à la commune et a été inscrite au titre des monuments historiques en 1927[24].
- Un ancien château fortifié du XVIIIe siècle qui comporte un clocher-porche couvert d'ardoise avec un dôme à lanternon[25]. L'édifice est inscrit au titre des monuments historiques en 1946[26].
- Des fermes à colombage, dont l'une, propriété privée, est inscrite partiellement au titre des monuments historiques en 1946 en raison de son porche d'entrée et de son bâtiment principal[27].

#### Autres constructions notables
- L'église Saint-Rémi[28].
- La mairie.
- Le pont sur la Vaux, construit, dans les années 1920, en partie par le maréchal-ferrant du village M. Toulouze.

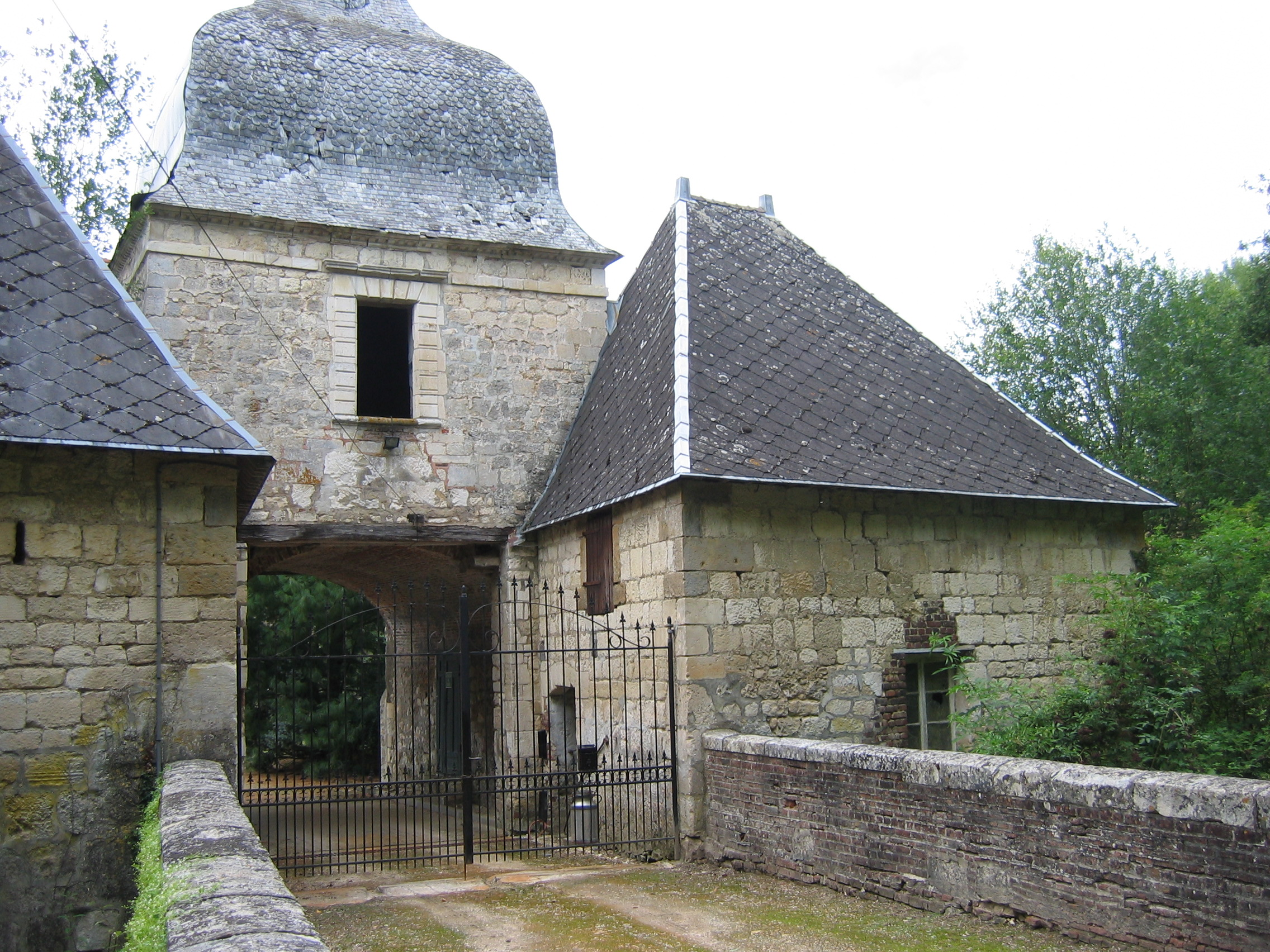
Le château-ferme.
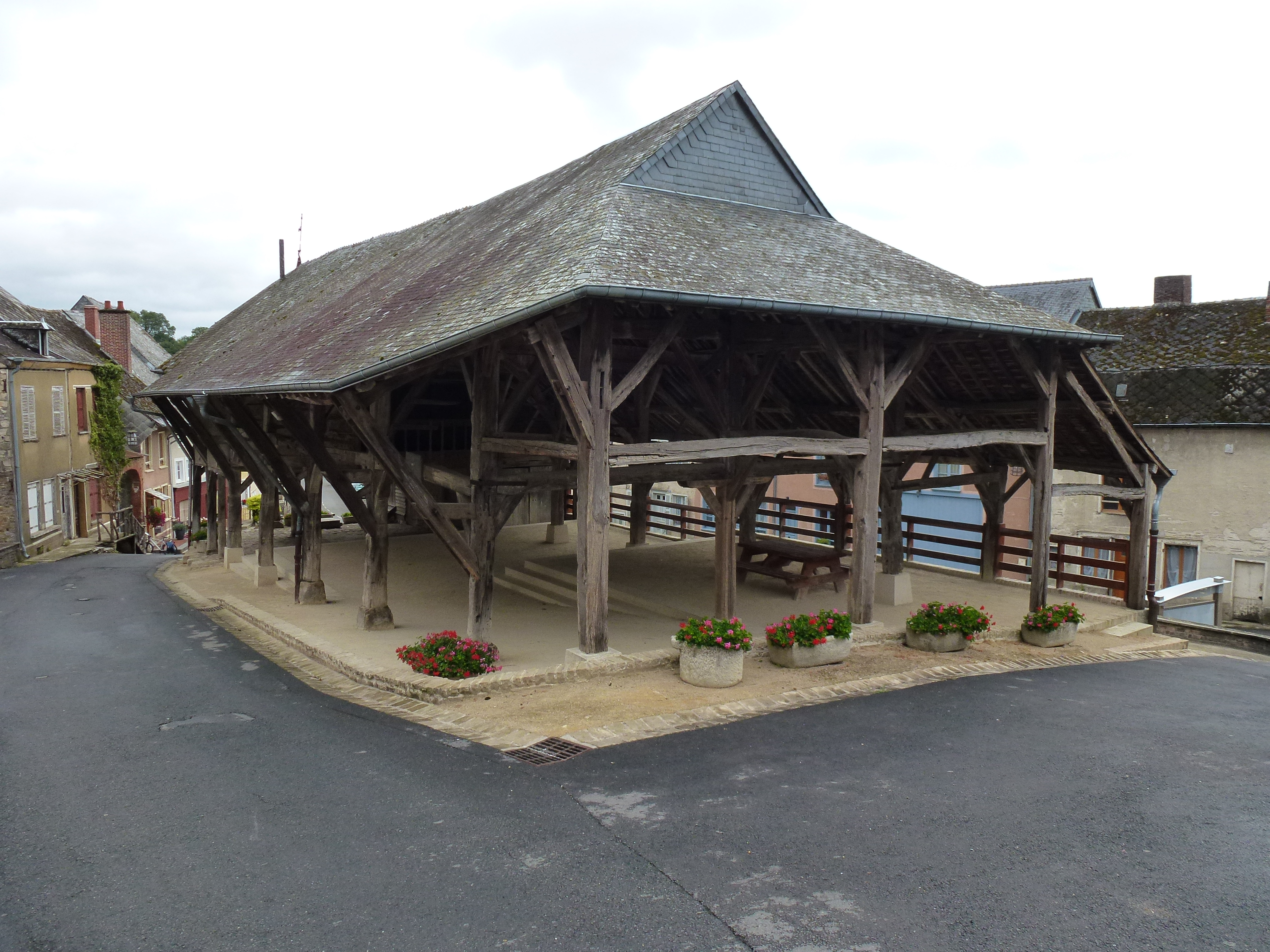
La halle de Wasigny.
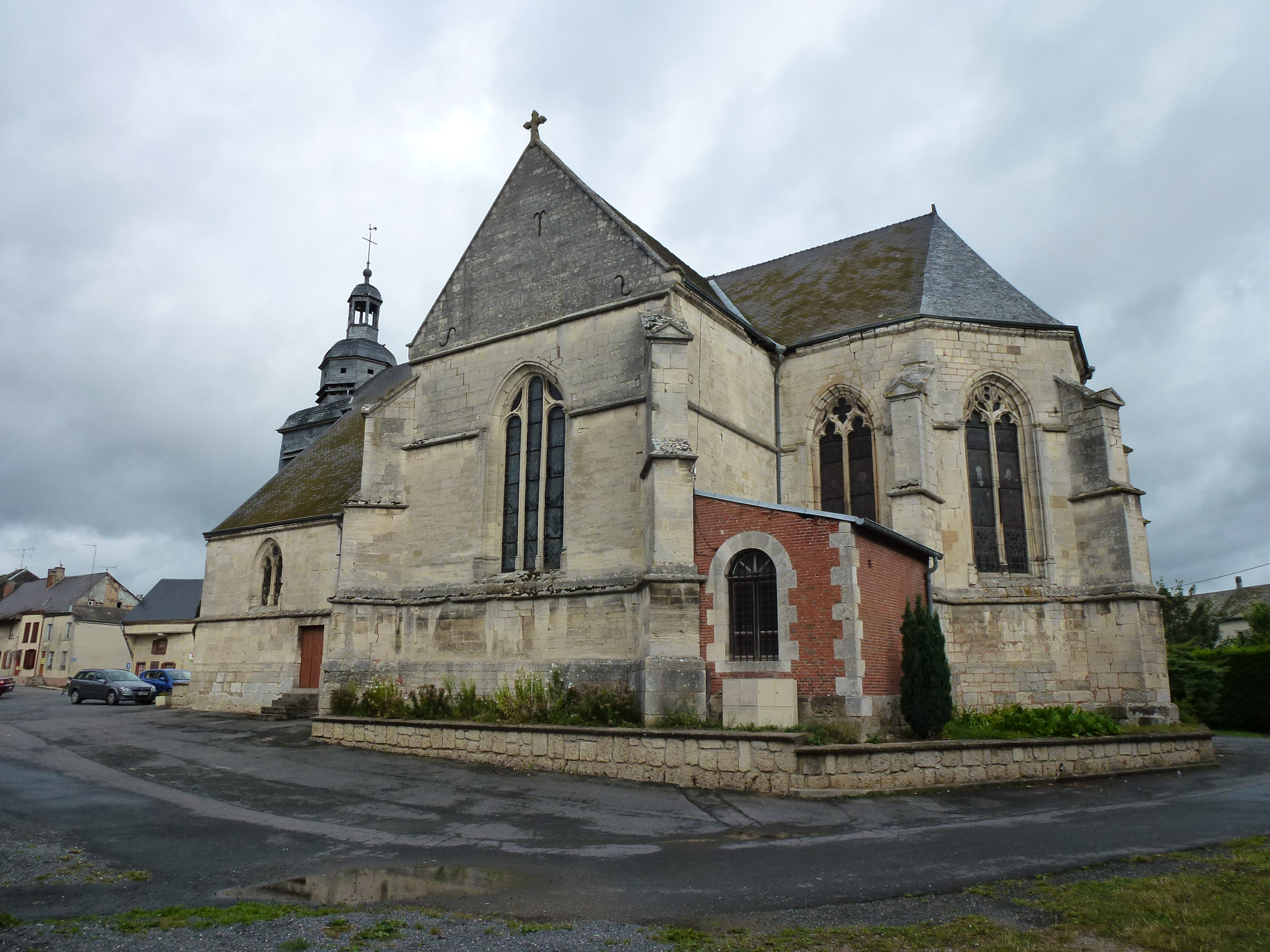
L'église Saint-Remi.
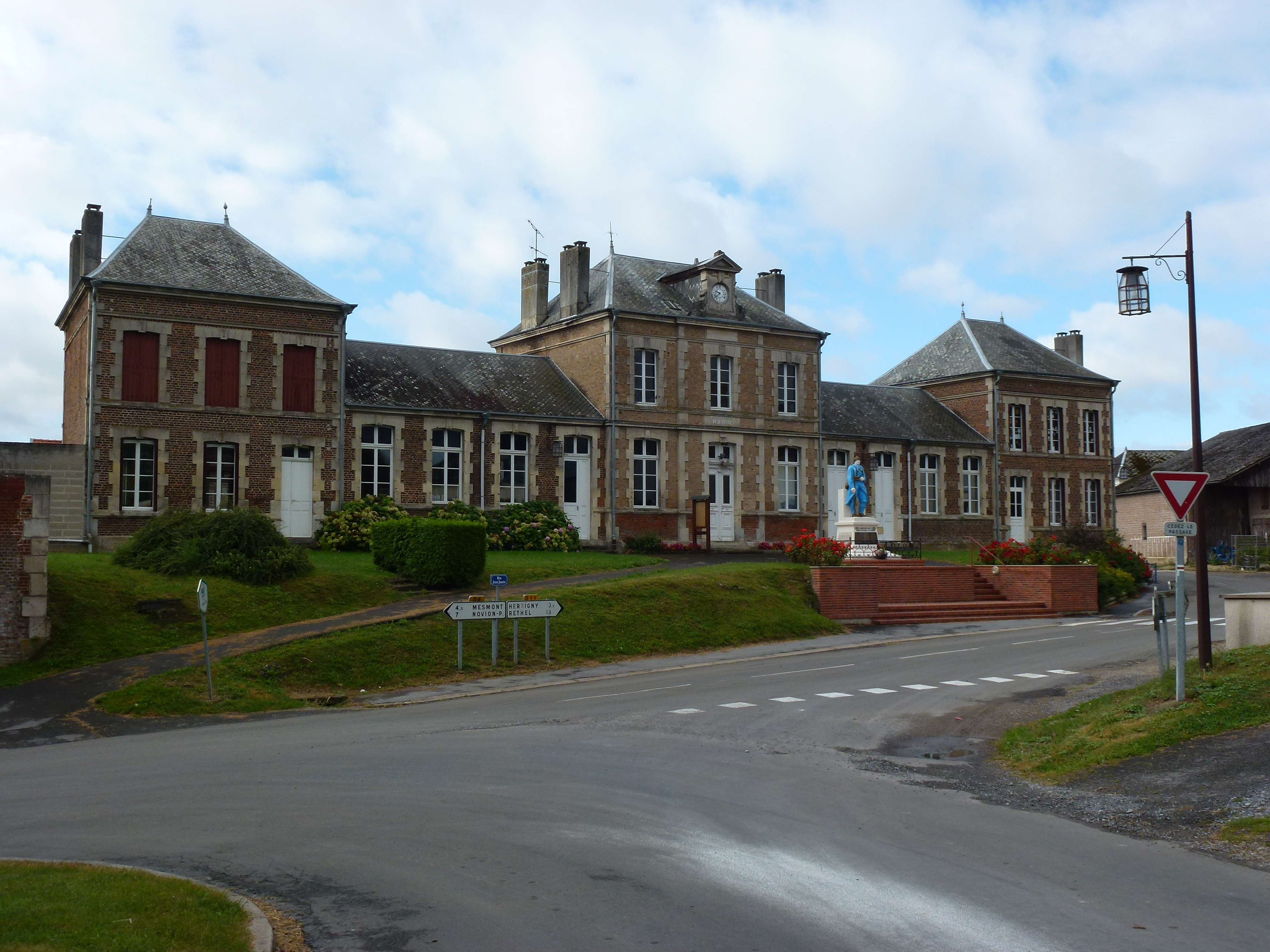
La mairie.
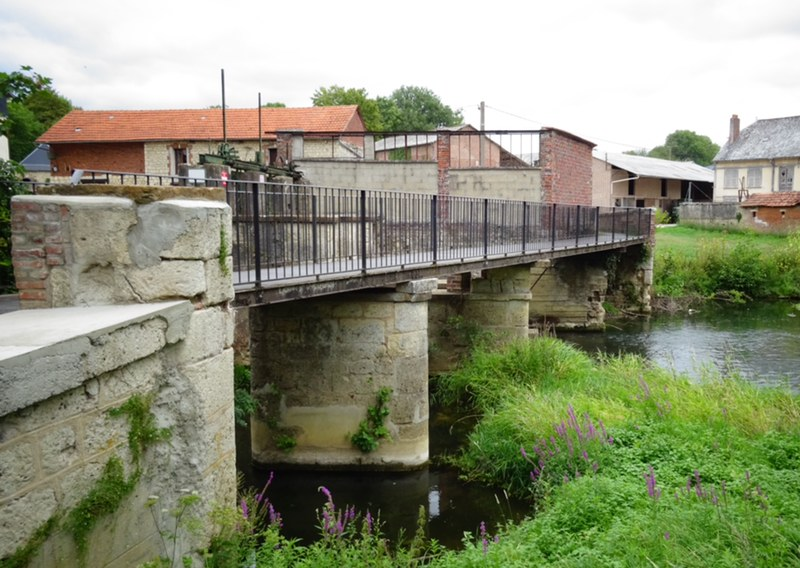
Le pont sur la Vaux.
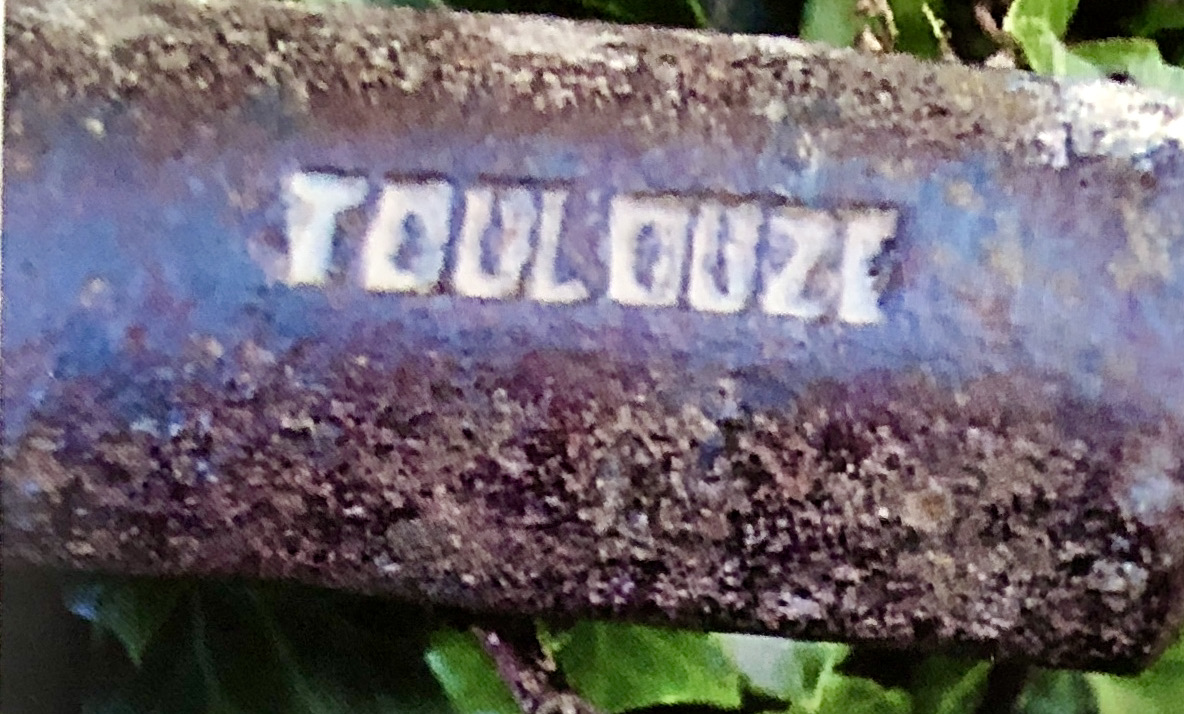
Détail du pont.

### Personnalités liées à la commune
- Remacle Watellier (1756-1825), homme politique, député des Ardennes en 1815, pendant les Cent-Jours, né dans la commune.
- Élie Marchal (1839-1923), botaniste et mycologue belge, né dans la commune.
- Paul Rivet (1876-1958), médecin et ethnologue, à l'origine de la création du musée de l'Homme, né dans la commune.

### Héraldique
| Armes de Wasigny | Les armes de Wasigny se blasonnent ainsi : Écartelé : au 1er et 4e d’argent au loup courant de sable, au 2e et 3e d’azur à la gerbe de blé d’or. |